# Volvo C30
La C30 est une automobile compacte du constructeur automobile suédois Volvo. Son design n'avait plus été vu chez Volvo depuis la 480 en 1986.
La production a été arrêtée en décembre 2012.

## Historique

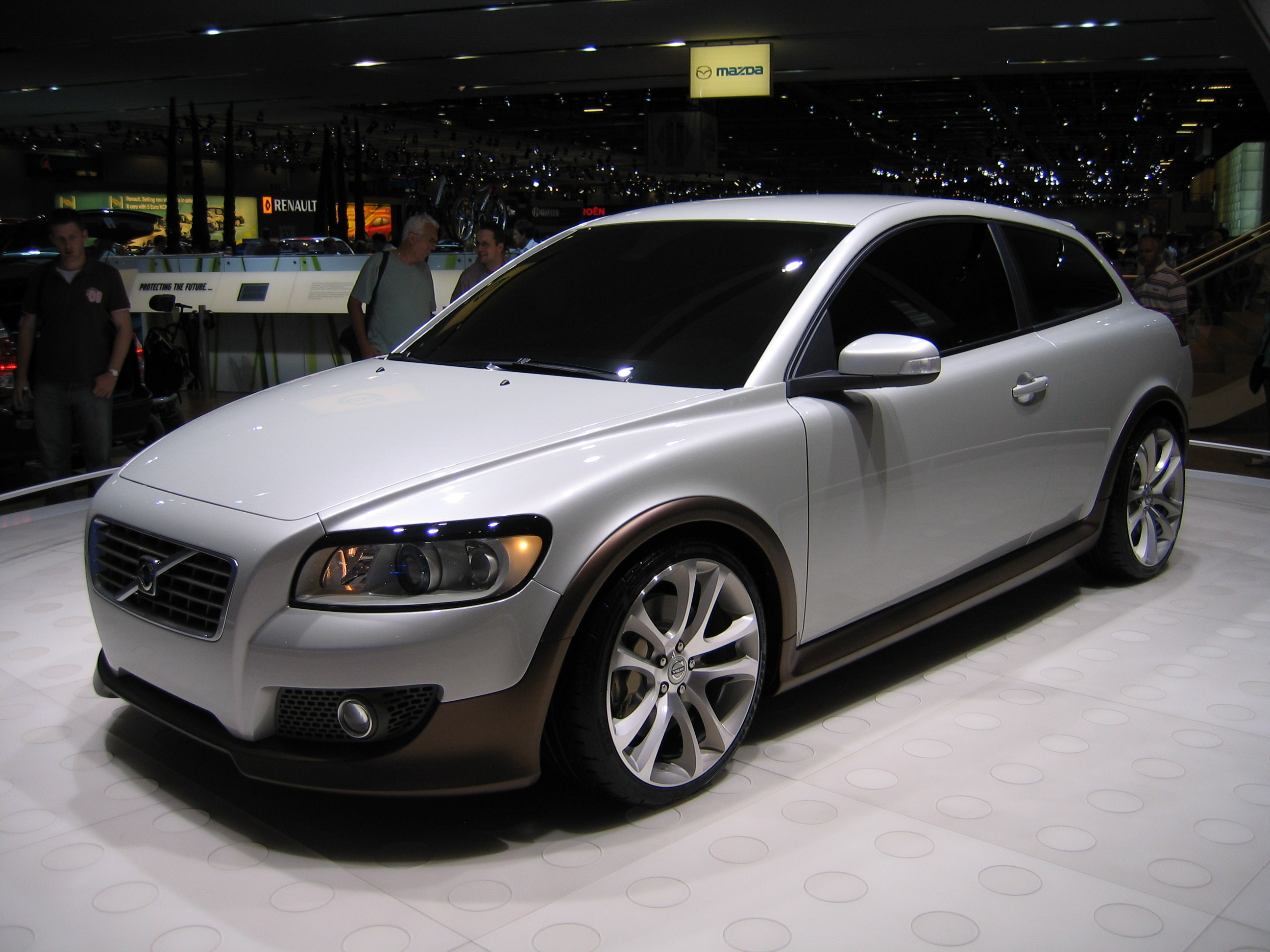
C30 Concept

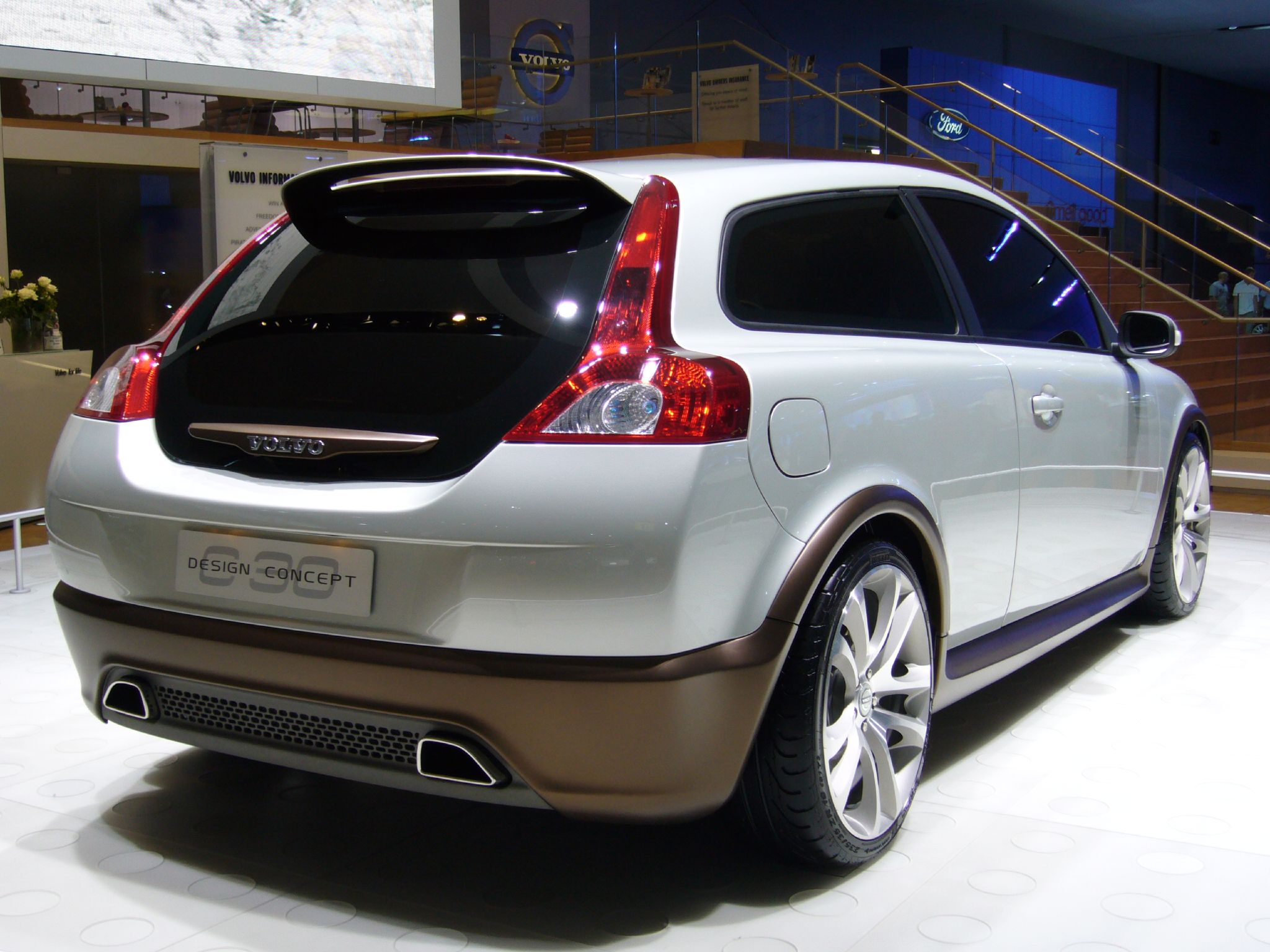
C30 Concept

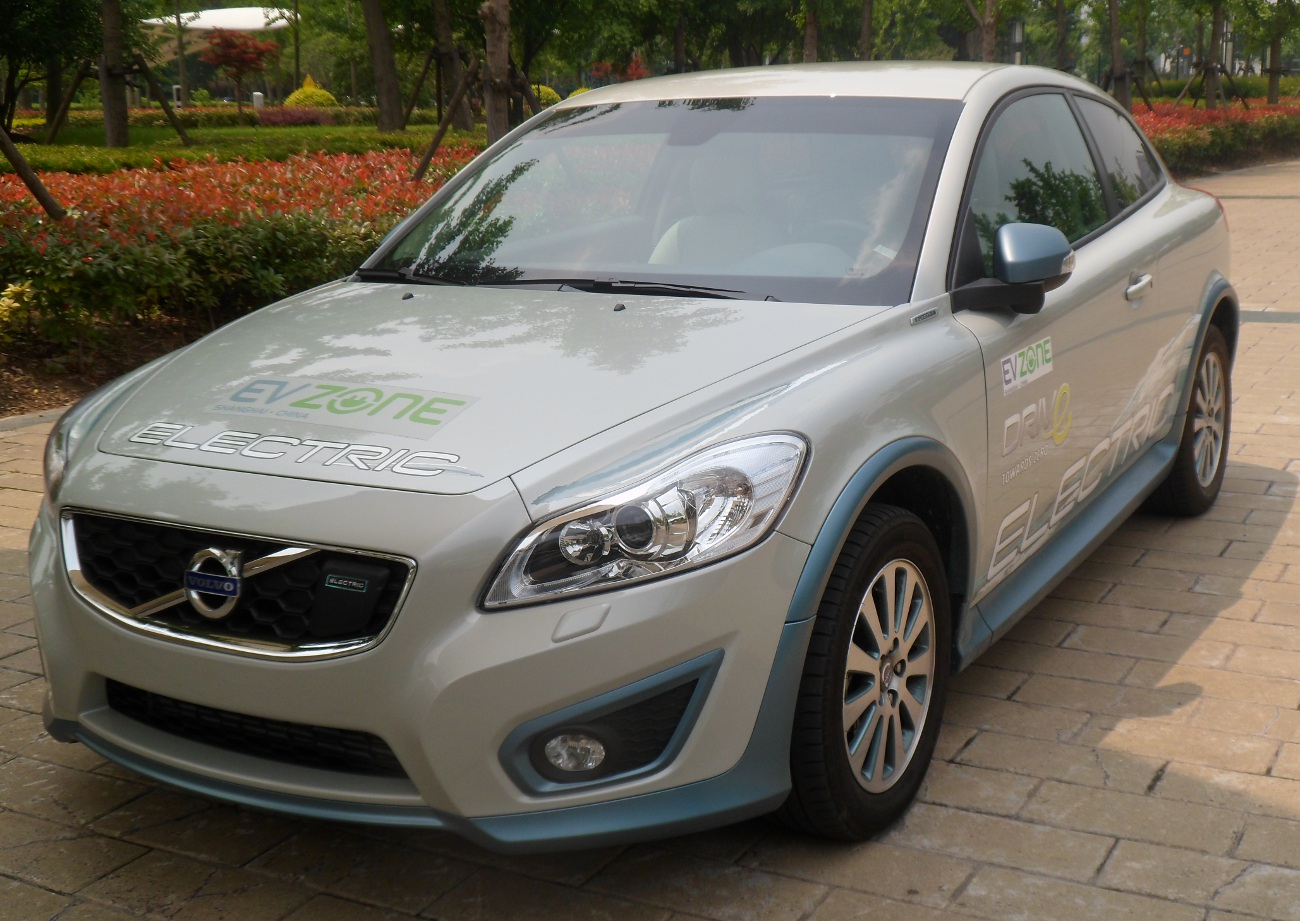
C30 Électrique

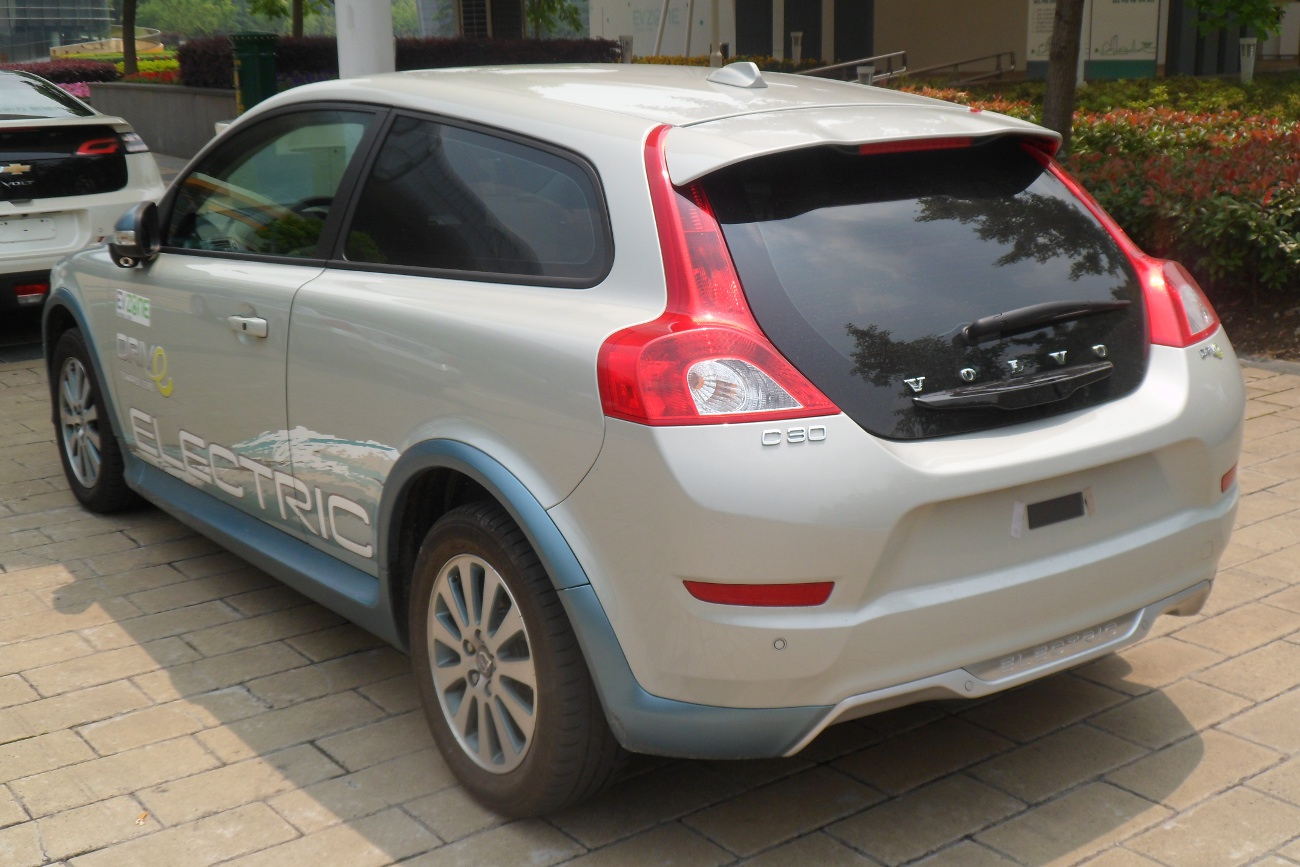
C30 Électrique

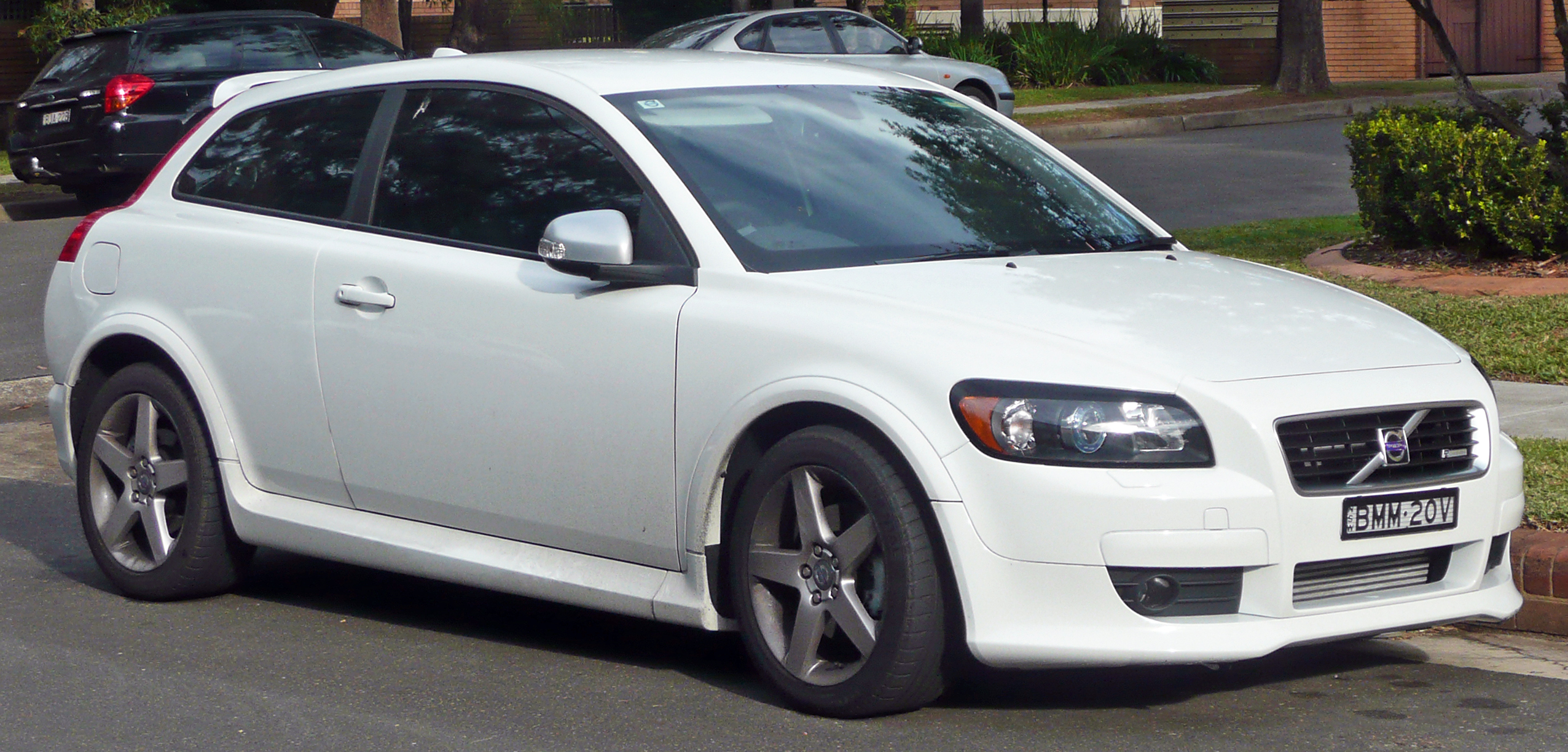
C30 phase 1

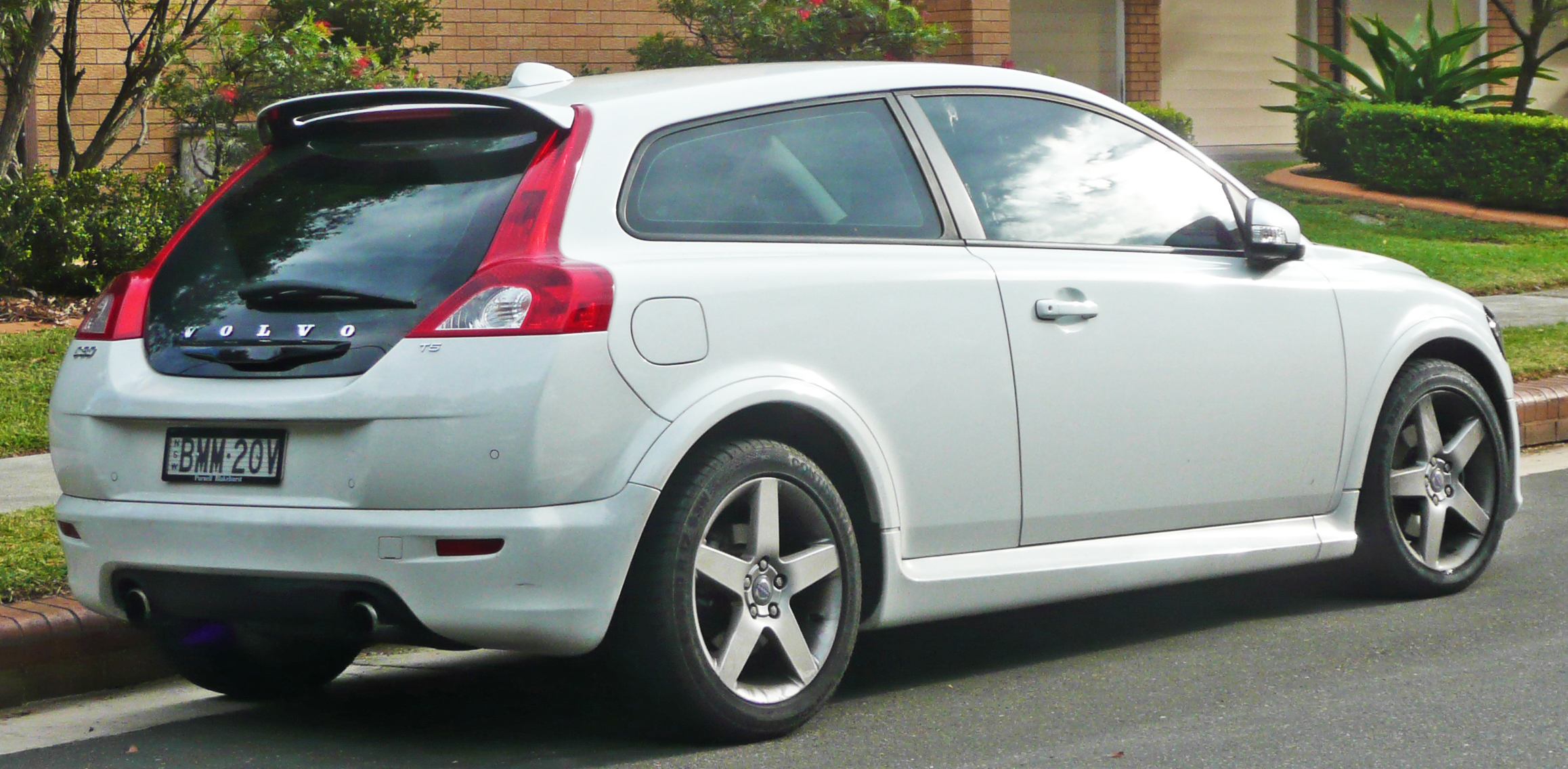
C30 phase 1

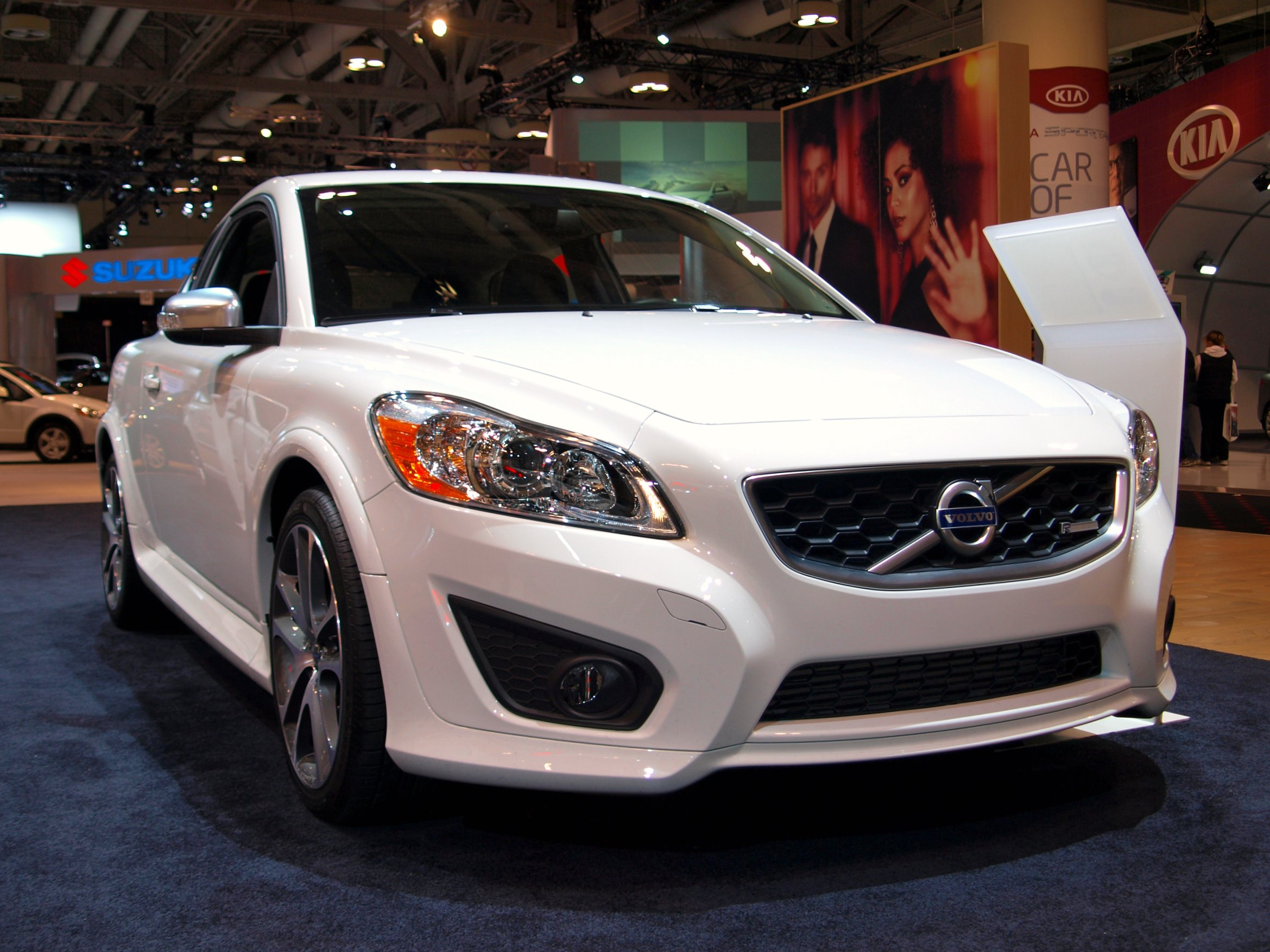
C30 phase 2

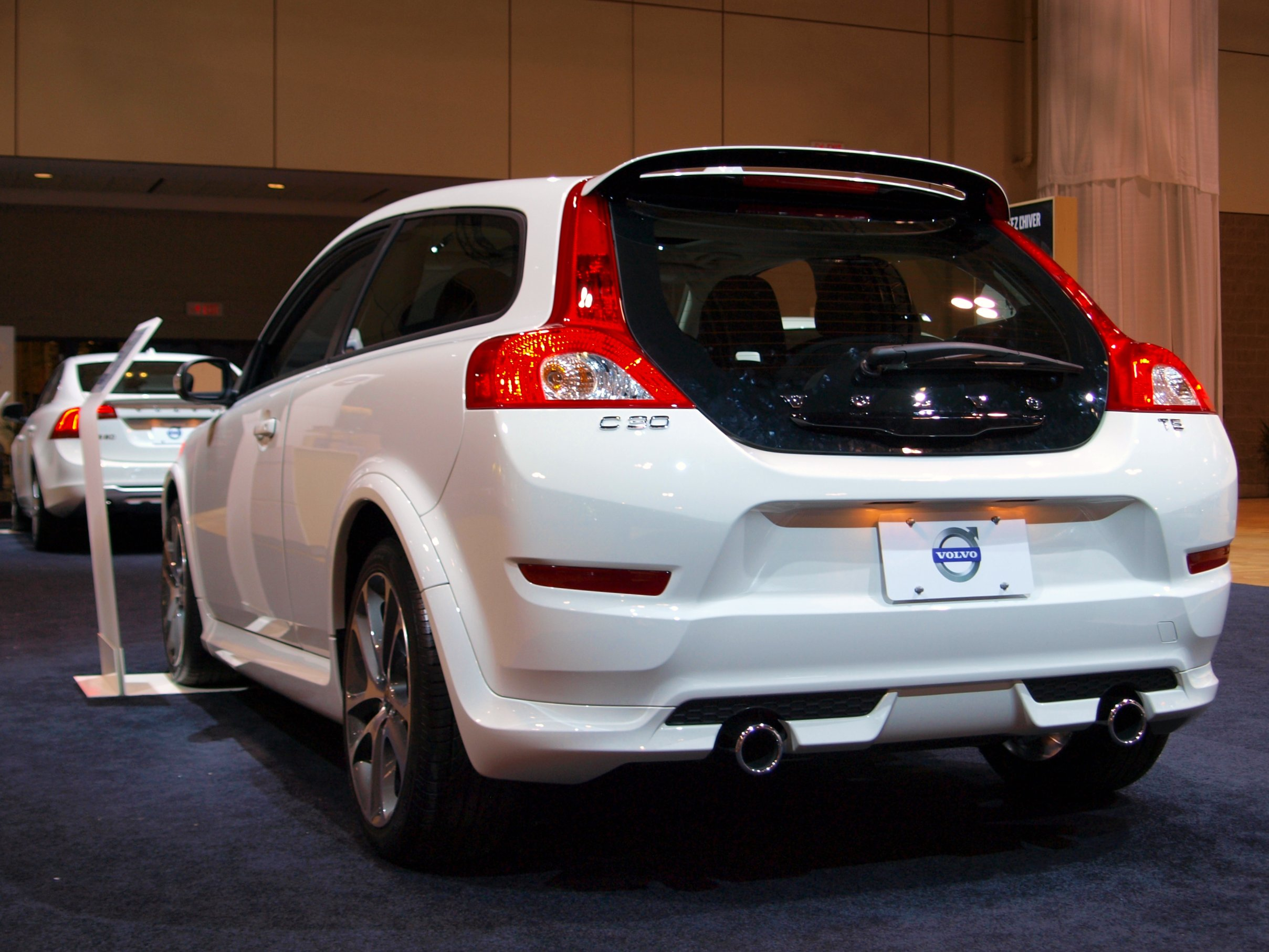
C30 phase 2

Elle fut d'abord présentée comme concept-car au Salon de Détroit en 2006 puis comme modèle définitif au Mondial de l'automobile de Paris en septembre 2006.
Son but: faire de la concurrence aux voitures compactes premium. Ce modèle est un espoir pour Volvo qui souhaite relancer ses ventes en se lançant sur le marché des compacts face à une rude concurrence, composée des Audi A1 et A3, BMW Série 1 et Mercedes Classe A.
La production devrait être de 65 000 unités par an, dont 75 % destinés au marché européen. L'arrivée de ce nouveau modèle est destiné à une clientèle plus jeune.
La voiture a reçu un lifting pour l'année modèle 2010,.

### Volvo C30 Electric
Une Volvo C30 Electric est développée par les ingénieurs de la marque en à peine un an et demi. Elle dispose d'un moteur de 110 ch pour un couple de 220 N m. Les 280 kg de batteries lithium-ion prennent place au centre de la voiture, à la place du réservoir. Volvo annonce une autonomie de 150 km.
Il s'agit également de la première voiture électrique dont on a présenté un test de collision, réalisé à une vitesse de 64 km/h.

### Finitions
- Kinetic
- Feeling
- Momentum
- Summum
- R-Design
- Xénium (MY2012)

### Finition du dernier millésime (MY13)
- Black Édition (Belgique)
- Kinetic Édition
- Momentum Édition
- R-Design Édition
- Summum Édition

### Modèle DRIVe
Conçue pour une conduite écologique elle dispose de dispositifs telle que :
- un indicateur de changement de rapport ;
- une gestion de moteur conçue pour réduire la consommation ;
- un logiciel modifié de la direction assistée électro-hydraulique ;
- de pneus à faible résistance au mouvement ;
- un rapport de transmission qui réduit la consommation avec une huile fluide ;
- une amélioration de l'aérodynamique (par rapport à la version standard), et un châssis abaissé ;
- un guidage optimisé de l'air de refroidissement ;
- un vaste revêtement de bas de caisse ;
- un diffuseur arrière au niveau du bas de caisse et un becquet de toit au design DRIVe ;
- un filtre à particules.

Tous ces éléments contribuent à diminuer les émissions de CO2 du Diesel 1,6 l 110 ch.

## Caractéristiques techniques
La C30 est basée sur la plate-forme P1 des S40/V50 et est motorisée par des moteurs de 4 et 5 cylindres essence et diesel.
Le design intérieur est semblable à la S40 et la V50, où la majorité des pièces, y compris le tableau de bord « flottant », la console centrale et le volant sont partagées par les trois voitures.

## Motorisations

### Essence
|                               | 1.6                          | 1.8                          | 2.0                          | 2.0 F                        | 2.4i                               | T5                                 | T5                                 |
| Commercialisation             | 2006 - 2010                  | 2006 - 2009                  | 2006 - 2008                  | 2009 - 2012                  | 2006 - 2010                        | 2006 - 2007                        | 2007 - 2012                        |
| Moteur                        | 4 cylindres en ligne essence | 4 cylindres en ligne essence | 4 cylindres en ligne essence | 4 cylindres en ligne essence | 5 cylindres en ligne turbo essence | 5 cylindres en ligne turbo essence | 5 cylindres en ligne turbo essence |
| Cylindrée                     | 1 596 cm3                    | 1 798 cm3                    | 1 999 cm3                    | 1 999 cm3                    | 2 435 cm3                          | 2 521 cm3                          | 2 521 cm3                          |
| Puissance maxi à tr/min       | 100 ch 6 000                 | 125 ch 6 000                 | 145 ch 6 000                 | 145 ch 6 000                 | 170 ch 6 000                       | 220 ch 5 000                       | 230 ch 5 000                       |
| Couple maxi à tr/min          | 150 N m 4 000                | 165 N m 4 000                | 185 N m 4 500                | 185 N m 4 500                | 230 N m 4 400                      | 320 N m 1 500 à 4 800              | 320 N m 1 500 à 5 000              |
| Masse                         | 1 279 kg                     | 1 327 kg                     | 1 327 kg                     | 1 327 kg                     | 1 429 kg (auto : 1 440)            | 1 422 kg (auto : 1 437)            | 1 429 kg (auto : 1 440)            |
| Vitesse maxi                  | 185 km/h                     | 200 km/h                     | 210 km/h                     | 210 km/h                     | 220 km/h (auto : 215 km/h)         | 240 km/h (auto : 235 km/h)         | 240 km/h (auto : 235 km/h)         |
| Accélération de 0 à 100 km/h  | 11,8 s                       | 10,8 s                       | 9,4 s                        | 9,4 s                        | 8,1 s (auto : 8,8 s)               | 6,7 s (auto : 7,1 s)               | 6,7 s (auto : 7,1 s)               |
| Consommation Mixte (l/100 km) | 7                            | 7,3                          | 7,3                          | 7,3                          | 8,4 (auto : 9,0 s)                 | 8,7 (auto : 9,4 s)                 | 8,7 (auto : 9,4 s)                 |
| Émissions CO2 (g/km)          | 167 g                        | 174 g                        | 174 g                        | 174 g                        | 200 g (auto : 214 g)               | 208 g (auto : 224 g)               | 208 g (auto : 224 g)               |

### Diesel
|                               | 1.6 D                                                         | 2.0 D                                                         | D5                                                            | D5                                                            | D2                                                            | D3                                                            | D4                                                            |
| Commercialisation             | 2006 - 2010                                                   | 2006 - 2010                                                   | 2006 - 2010                                                   | 2008 - 2010                                                   | 2010 - 2012                                                   | 2010 - 2012                                                   | 2010 - 2012                                                   |
| Moteur                        | 4 cylindres en ligne diesel Injection directe à rampe commune | 4 cylindres en ligne diesel Injection directe à rampe commune | 5 cylindres en ligne diesel Injection directe à rampe commune | 5 cylindres en ligne diesel Injection directe à rampe commune | 4 cylindres en ligne diesel Injection directe à rampe commune | 5 cylindres en ligne diesel Injection directe à rampe commune | 5 cylindres en ligne diesel Injection directe à rampe commune |
| Cylindrée                     | 1 560 cm3                                                     | 1 997 cm3                                                     | 2 400 cm3                                                     | 2 400 cm3                                                     | 1 560 cm3                                                     | 1 984 cm3                                                     | 1 984 cm3                                                     |
| Puissance maxi à tr/min       | 110 ch 4 000                                                  | 136 ch 4 000                                                  | 163 ch 4 000                                                  | 180 ch 4 000                                                  | 115 ch 3 600                                                  | 150 ch 3 500                                                  | 177 ch 3 500                                                  |
| Couple maxi à tr/min          | 240 N m 1 750                                                 | 320 N m 2 000                                                 | 340 N m 1 750 à 3 000                                         | 400 N m (auto : 350 N m) 2 000 à 2 750 (auto : 1 750 à 3 250) | 270 N m 1 750                                                 | 350 N m 1 500 à 2 750                                         | 400 N m 1 750 à 2 750                                         |
| Masse                         | 1 373 kg                                                      | 1 421 kg                                                      | 1 479 kg                                                      | 1 465 kg (auto :1 479 kg)                                     | 1 334 kg                                                      | NC                                                            | 1 447 kg (auto :1 462 kg)                                     |
| Vitesse maxi                  | 190 km/h                                                      | 210 km/h                                                      | 210 km/h                                                      | 220 km/h (220 km/h)                                           | 195 km/h                                                      | 210 km/h (auto : 205 km/h)                                    | 220 km/h (auto : 225 km/h)                                    |
| Accélération de 0–100 km/h    | 11,9 s                                                        | 9,4 s                                                         | 9,3 s                                                         | 7,7 s (auto : 8,4 s)                                          | 11,3 s                                                        | 9,4 s (auto : 9,5 s)                                          | 8,6 s (auto : 8,7 s)                                          |
| Consommation Mixte (l/100 km) | 4,9                                                           | 5,7                                                           | 6,9                                                           | 6,2 (auto : 6,9)                                              | 3,8                                                           | 5,1 (auto : 5,8)                                              | 5,1 (auto : 5,8)                                              |
| Émissions CO2 (g/km)          | 129                                                           | 151                                                           | 182                                                           | 164 (auto : 182)                                              | 99                                                            | 134 (auto : 154)                                              | 134 (auto : 154)                                              |

## Sécurité
C30 a obtenu le maximum d'étoiles aux tests de collision Euro NCAP.
- Note totale :  (maximum pouvant être obtenu)
- Chocs frontaux : 100 % de réussite
- Chocs latéraux : 100 % de réussite
- Protection des enfants :  (le maximum pouvant être obtenu est de 5 étoiles)
- Protection des piétons :  (le maximum pouvant être obtenu est de 4 étoiles)

## C30Polestar
Uniquement distribuée aux États-Unis.

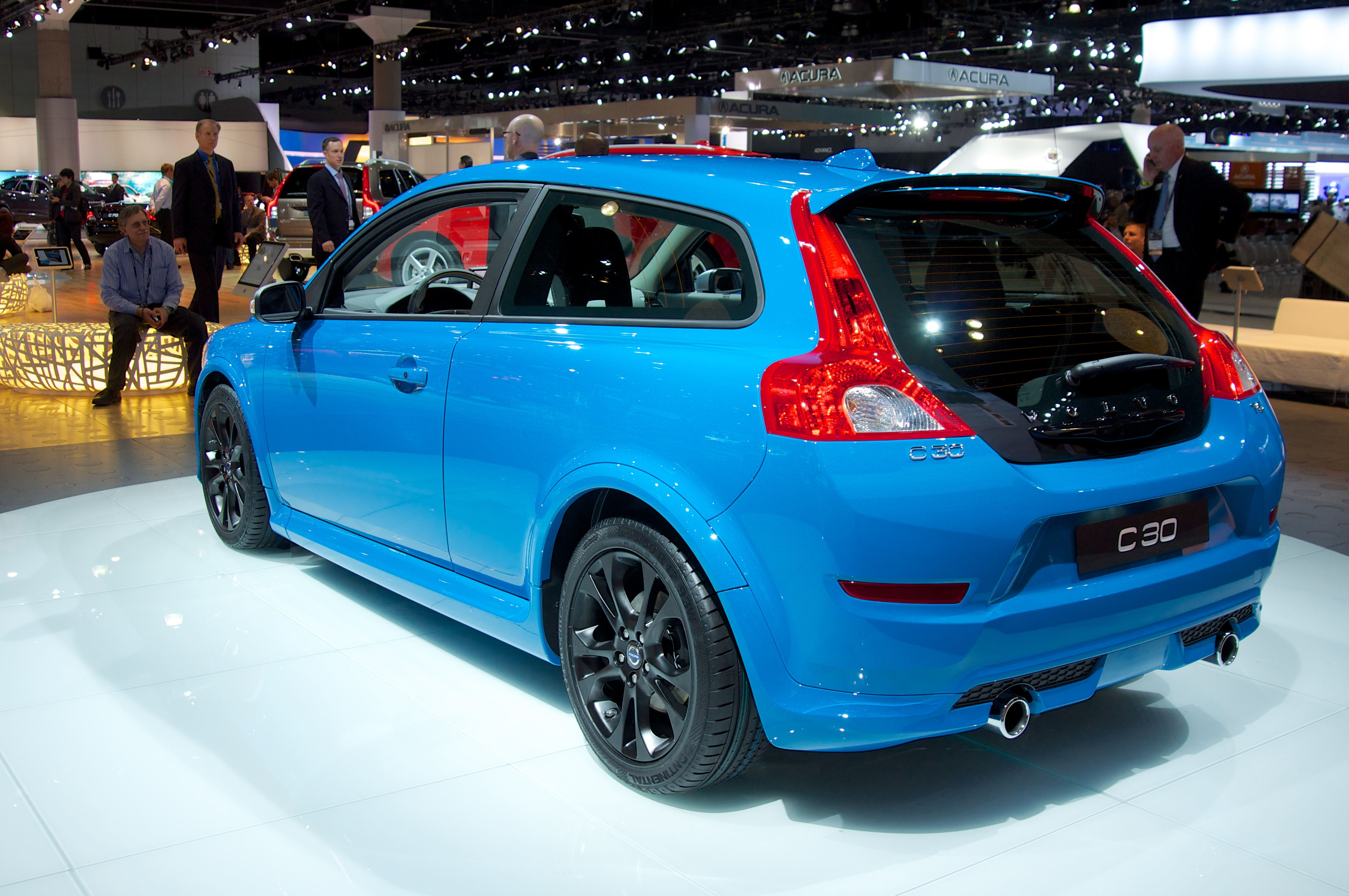
Volvo C30

## Compétitions

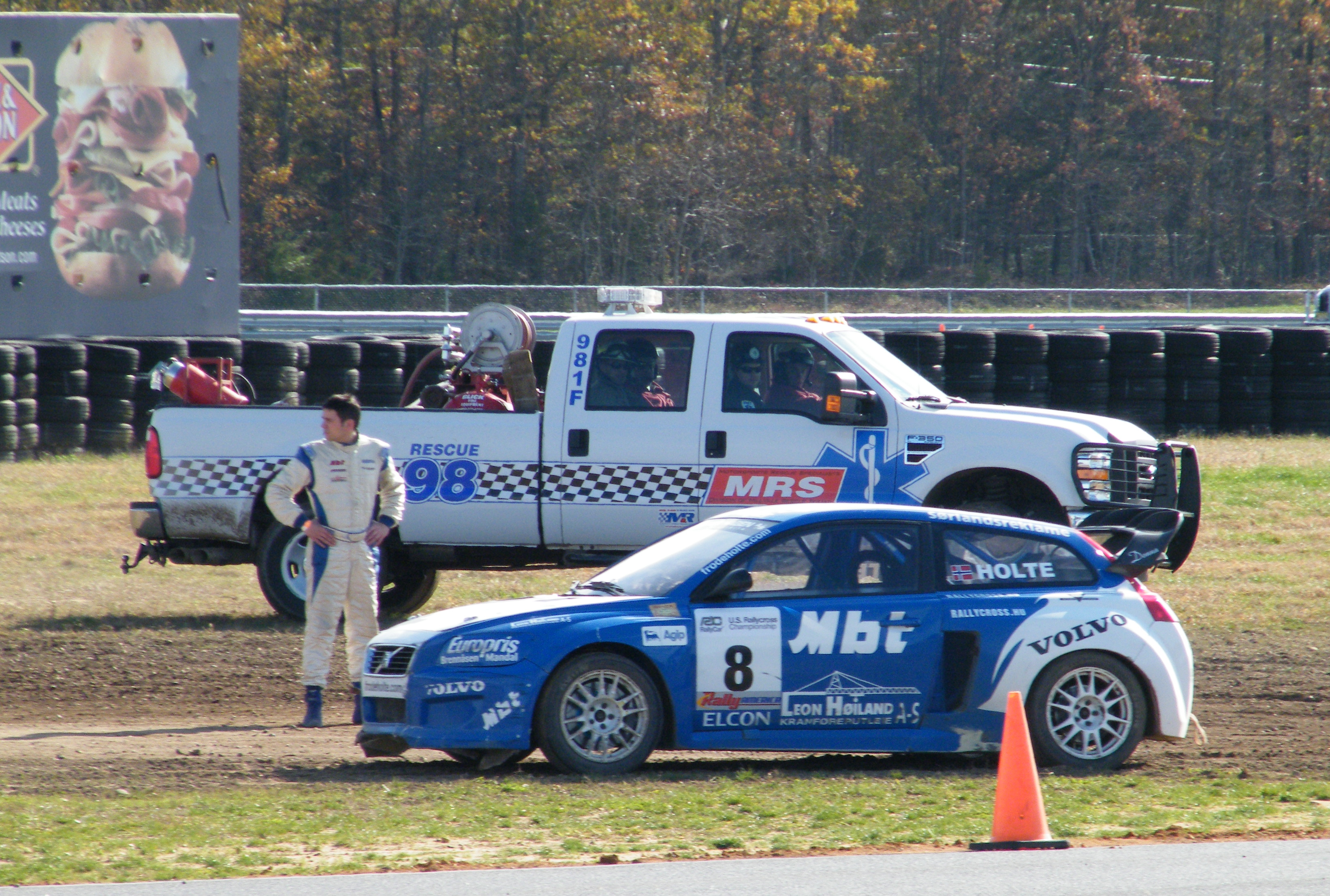
C30 Rally

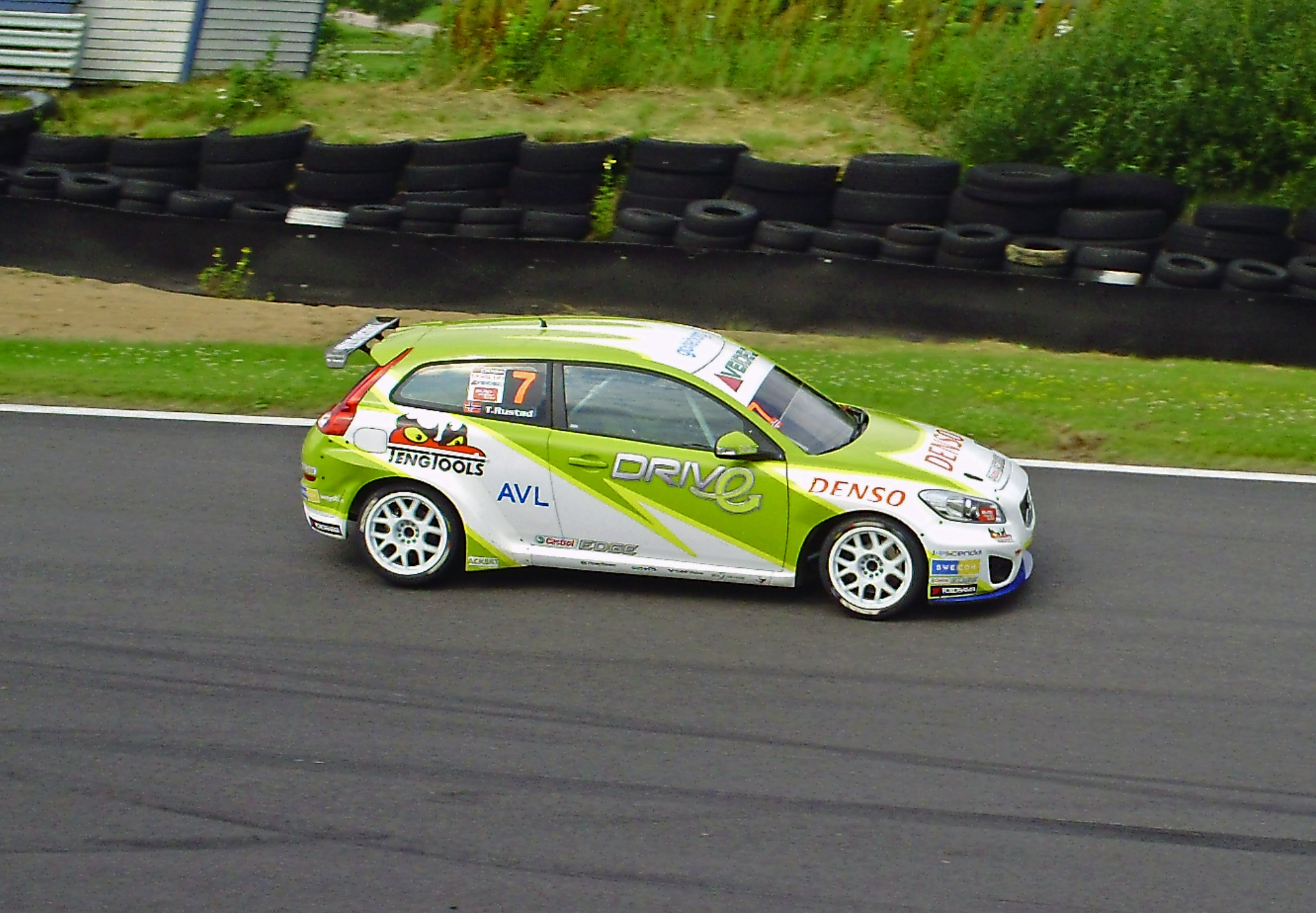
C30 STCC